# 1489 Атила
1489 Атила (енгл. 1489 Attila) је астероид са пречником од приближно 30,27 .
Афел астероида је на удаљености од 3,656 астрономских јединица (АЈ) од Сунца, а перихел на 2,774 АЈ.
Ексцентрицитет орбите износи 0,137, инклинација (нагиб) орбите у односу на раван еклиптике 2,446 степени, а орбитални период износи 2106,473 дана (5,767 година).
Апсолутна магнитуда астероида је 11,10 а геометријски албедо 0,070.
Астероид је откривен 1938. године.